# Korolevo
Korolevo (Oekraïens: Королево; Hongaars: Királyháza) is een stadje in Oekraïne en maakt deel uit van de rajon Berehove in de oblast Transkarpatië. Het stadje is de hoofdplaats van de gelijknamige gemeente. De plaats telde in 2017 9.896 inwoners.
Vanaf 1405 was Korolevo gedurende de volgende meer dan 4 eeuwen eigendom van de baronnen van Pereni.

## Naam
De naam Korolevo (Hongaars: Királyháza - het huis van de koning, Oekraïens: Королево - koninklijk) komt van het koninklijke jachtslot, waar de Hongaarse koning Stefanus V kwam jagen.

## Galerij

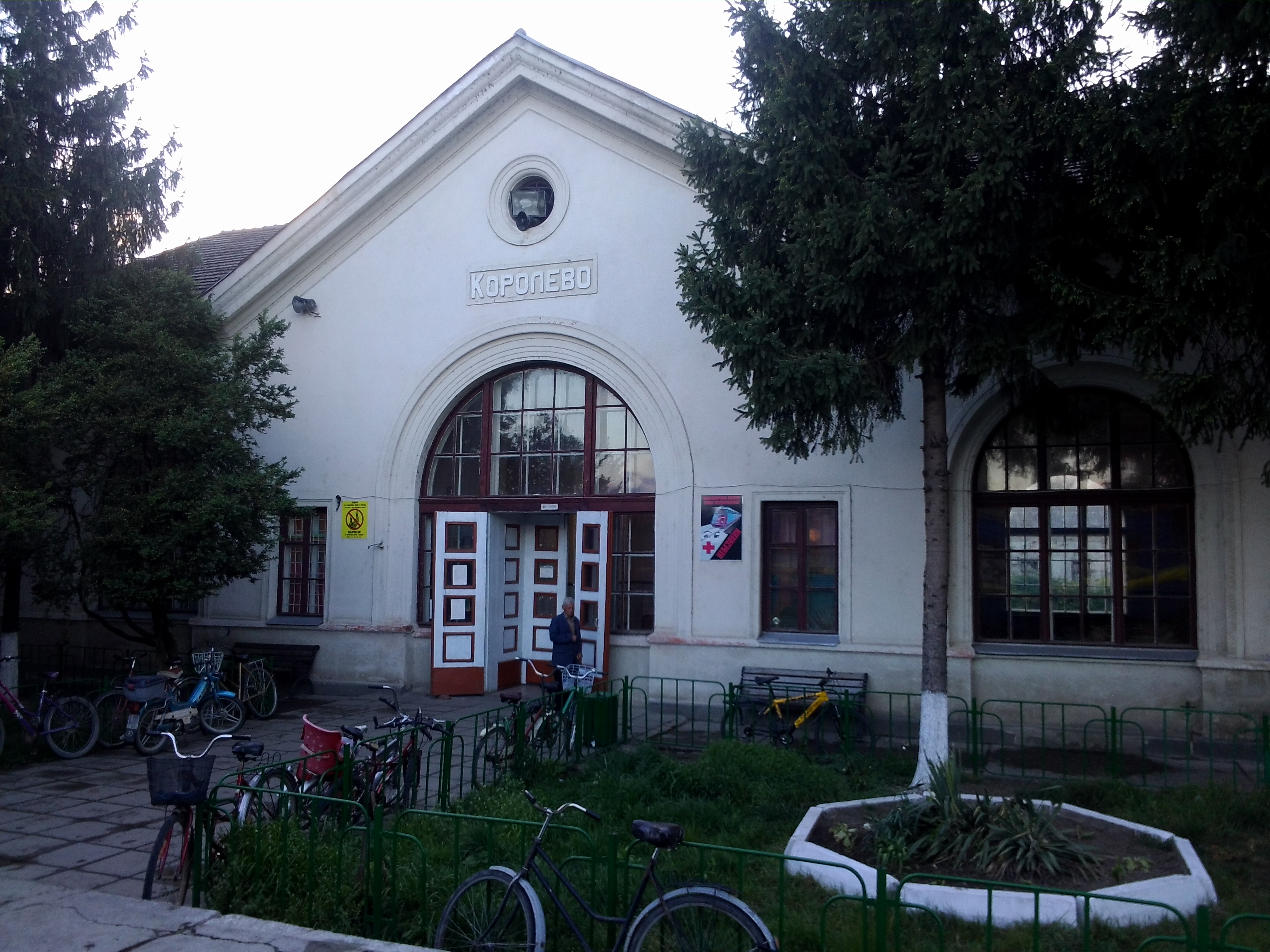
Stationsgebouw.
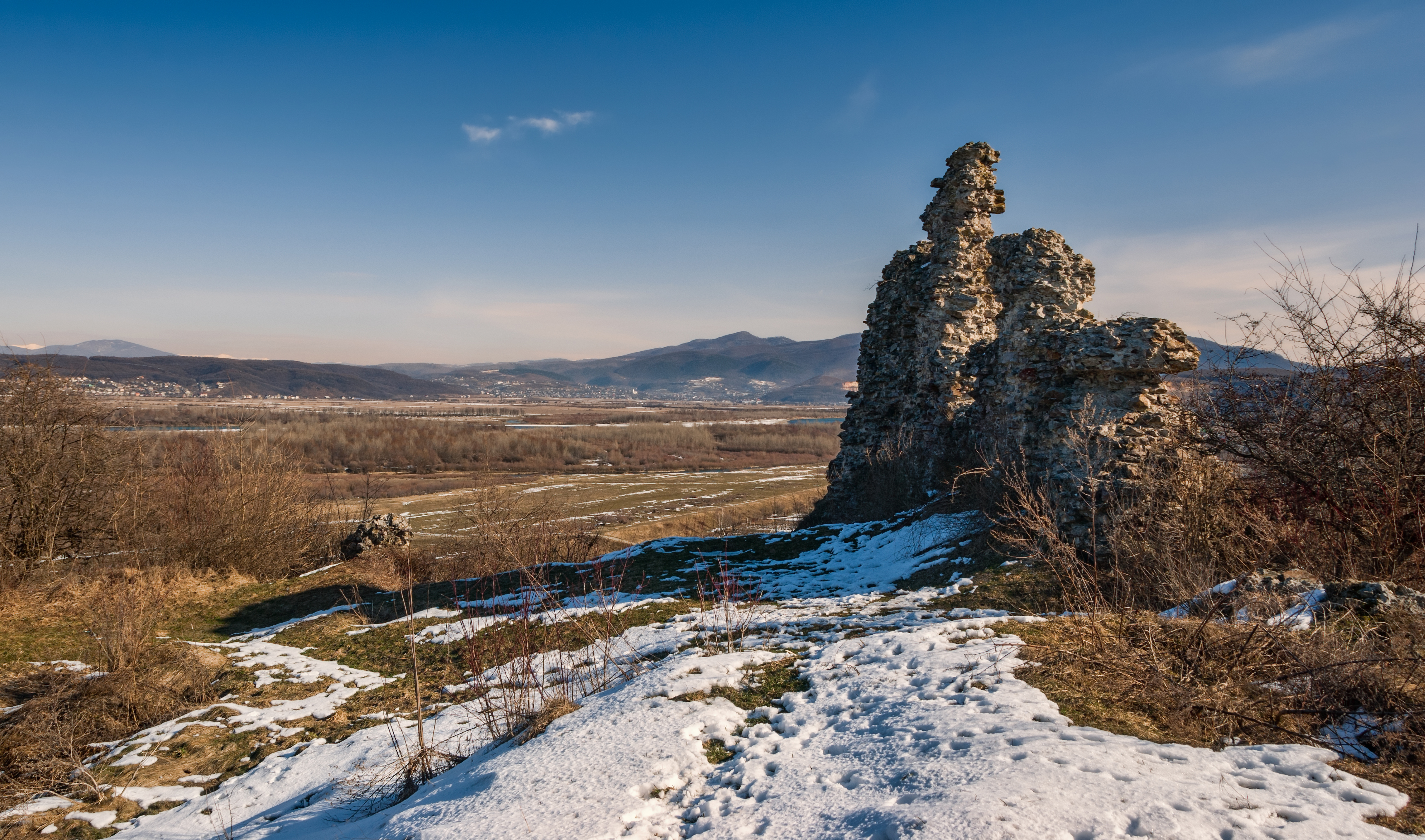